# Pavarolo
Pavarolo is een gemeente in de Italiaanse provincie Turijn (regio Piëmont) en telt 932 inwoners (31-12-2004). De oppervlakte bedraagt 4,4 km², de bevolkingsdichtheid is 212 inwoners per km².

## Demografie
Pavarolo telt ongeveer 373 huishoudens. Het aantal inwoners steeg in de periode 1991-2001 met 10,0% volgens cijfers uit de tienjaarlijkse volkstellingen van ISTAT.
| Jaar | Inwoneraantal |
| ---- | ------------- |
| 1991 | 836           |
| 2001 | 920           |

## Geografie
Pavarolo grenst aan de volgende gemeenten: Gassino Torinese, Castiglione Torinese, Baldissero Torinese, Montaldo Torinese, Chieri.
1. ↑  https://demo.istat.it/?l=it.